# Antonio Pribanić
Antonio Pribanić (* 13. Dezember 1987 in Rijeka, Jugoslawien) ist ein kroatischer Handballspieler.

## Karriere
Pribanić spiele in seiner Jugend bei RK Kvarner, ehe er mit 16 Jahren an RK Senj verliehen wurde. Später wurde der Kreisläufer an RK Umag verliehen mit denen er in die höchsten kroatischen Liga aufstieg. 2008/09 wechselte Pribanić zu RK Bjelovar. Mit dem Team konnte der Rechtshänder 2010/11 den dritten Platz hinter RK Zagreb und RK Našice in der Meisterschaft belegen. 2011/12 und 2012/13 stand er beim SC Szeged unter Vertrag und nahm mit den Ungarn an der EHF Champions League teil. 2013/14 wurde Pribanić von Tauron Stal Mielec verpflichtet und lief damit in der ORLEN Superliga Mężczyzn auf. 2014/15 und 2015/16 lief der Kreisläufer für CS Minaur Baia Mare auf, wobei er in der zweiten Saison erneut an der EHF Champions League teilnahm. 2016/17 wurde Pribanić von KPR Legionowo verpflichtet und trat damit wieder in der polnischen Liga an. 2019/20 stand er bei SCM Politehnica Timișoara in Rumänien unter Vertrag, ehe er im Jänner 2020 von Pfadi Winterthur verpflichtet wurde, für die er allerdings nur fünf Spiele bestritt. 2020/21 kehrte Pribanić nach Kroatien zurück und spielte ein Jahr für den RK Poreč. 2021/22 lief er erneut für Tauron Stal Mielec auf.
2023/24 stand Pribanić bei SCM Politehnica Timișoara unter Vertrag. Seit 2024/25 läuft er für die BT Füchse in der Handball Liga Austria auf.